# آمیول
آمیول (به انگلیسی: Ammiol) با فرمول شیمیایی C۱۴H۱۲O۶ یک ترکیب شیمیایی با شناسه پاب‌کم ۶۲۱۵۷۲ است. که جرم مولی آن ۲۷۶٫۲۴ g/mol می‌باشد. 